# 乾洗

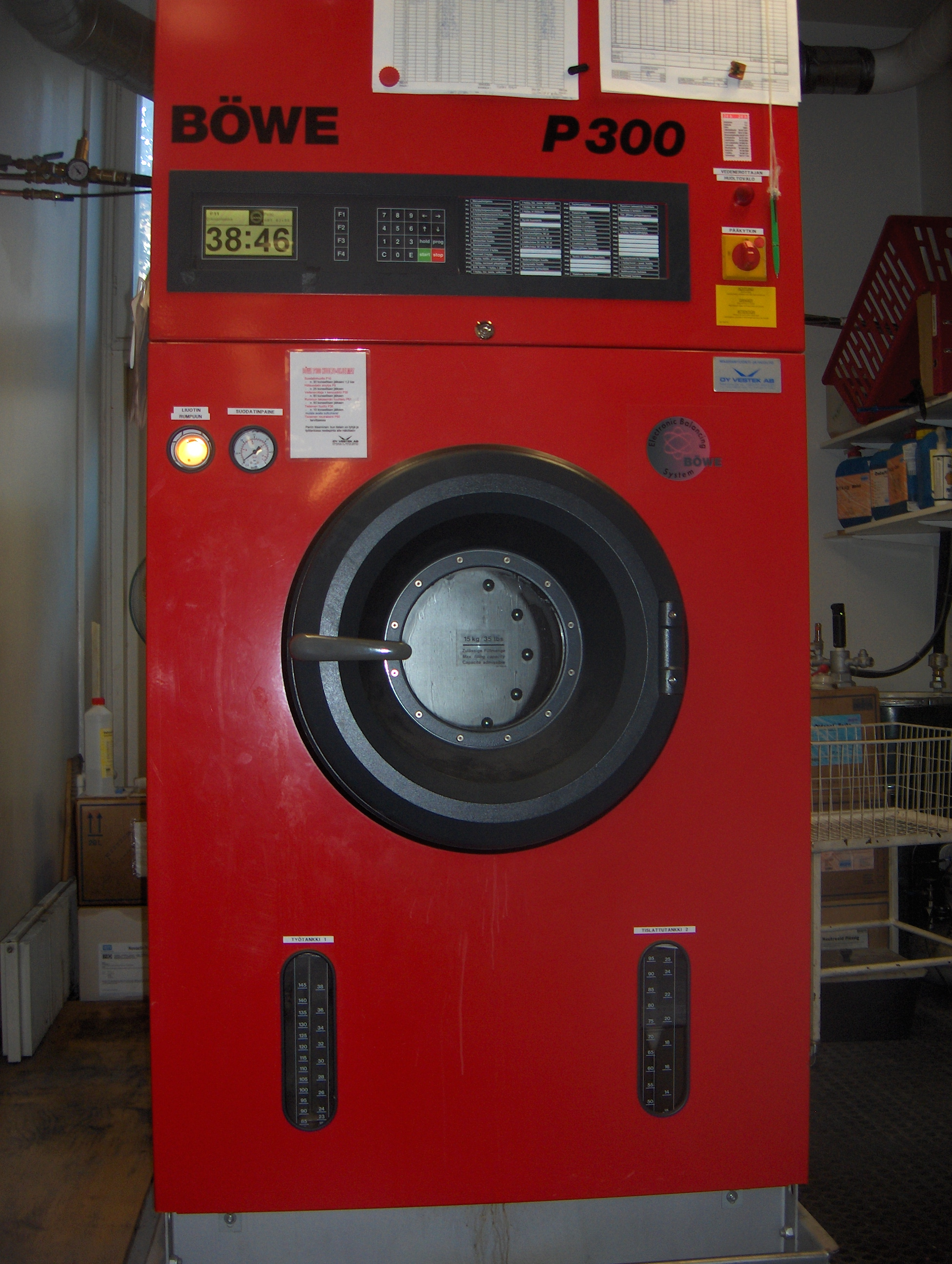
专用的乾洗机

乾洗是指使用四氯乙烯等有机溶剂取代水作为媒介，清洗服装和纺织品的技术。目前台灣約有80%的乾洗業者使用石油系溶劑為乾洗溶劑，其餘約20%則使用四氯乙烯為乾洗溶劑（歐美國家乾洗業者使用四氯乙烯為乾洗溶劑者約佔85%，其餘約15%業者使用石油系溶劑為乾洗溶劑）。
大多数织物原则上都可以乾洗。但乾洗需要在有专门设备的乾洗店进行，因而比起水洗不方便而且价格较贵。乾洗适用于不宜沾水的材料：例如羊毛、皮革遇水容易缩水变形，某些丝绸制品遇水和常规洗涤剂容易褪色。
塑料、人造皮等材料溶於一些常见有机溶剂，因此乾洗需要用特别的溶剂。乾洗後的衣物可能会残留微量溶剂，所以贴身的内衣、床单不宜用有毒、有刺激性的溶剂乾洗。另外，虽然乾洗对织物损伤较小，特别脆弱的衣物（例如缀有大量不牢饰品的）仍然需要手工洗涤以免损坏。

## 歷史
乾洗最早出现於19世纪中期。传说法国的一位染坊主注意到煤油从打翻的煤油灯裡洒到桌布上，擦乾後的桌布变得更乾淨，从而进一步发明了乾洗。早期乾洗使用来自石油的汽油、煤油，但这些溶剂都有易燃的缺点。
自1930年代起，四氯乙烯是最常见的溶剂。它具有化学性质稳定、不可燃、对多数衣物损伤小等优点。
现在液态二氧化碳已作为新的干洗溶剂出现。人們使用液态二氧化碳比以石油清洗更為干净，而且安全性優於四氯乙烯，也不容易溶解纽扣，饰品等物件。

## 步骤

有这个符号的衣物可用任何乾洗溶剂洗涤

送洗的衣物先要经过检查，查看是否有不适合乾洗的成分、部件，例如可能溶解的鈕扣需被取下或加保护套，容易掉色的衣物和其他浅色衣物需要分开洗涤，对于特定的污渍可能预加处理剂等。
乾洗使用专用的乾洗机，其具体结构一般随溶剂的變化而有所不同。䞘今為止四氯乙烯仍是最常见的溶剂，此外还有各种来自石油的碳氢溶剂、液态二氧化碳等。乾洗機的原理类似家用的洗衣机和烘乾機，首先将要洗的织物装在容量9-36公斤的开孔内转笼／滚筒中，再讓外面的外转笼盛载约1/3体积的溶剂，接著洗涤會在严格控制温度的条件下进行，内外笼相对旋转，同时不断有新鲜溶剂取代含有髒物的部分。常见洗涤时间为8-15分钟。
经过溶剂最後漂洗後，外转笼裡被排空，然後内转笼开始旋转（速度一般每分钟350-450转），用离心力甩乾衣物，並且通热空气，在内转笼旋转过程中挥发残存的溶剂。
乾洗过程中的髒溶剂经过滤、吸附等工序後，會被净化回收。由於剩下的残渣含有的少量溶剂直接排到自然界会造成污染，因而需进一步处理。

## 空气污染
乾洗作业，其空气污染之来源，大致可分为：
1. 衣物前处理：有机溶剂于喷灑过程中有机溶剂会逸散至空气中。
2. 清洗、溶剂脱除程序及传递过程：清洗、溶剂脱除作业于不同机器进行时，有机溶剂易于衣物传递过程中逸散；若清洗、溶剂脱除作业于洗脱一体之密闭系统中进行，则有机溶剂逸散可能性小。此外乾洗衣物脱乾后，由洗衣槽取出，以人工或推车送至烘衣机途中，有机溶剂会逸散至空气中。
3. 烘乾程序：烘乾程序为目前乾洗作业最大之污染来源。95%之业者使用自然方式晾乾衣物或水洗烘乾机烘乾衣物，因此脱乾后残留于衣物上的有机溶剂将直接于晾乾时逸散或随烘乾废气排放至大气中。只有少数规模之业者使用石油系烘乾机烘乾衣物，将乾洗油回收再利用。

四氯乙烯乾洗业者使用之乾洗机多属乾进乾出之洗衣、溶剂脱除、烘乾一体之机种，且附有冷凝系统回收乾洗溶剂，部分机种还加装环保碳槽，以活性碳吸脱附方式吸附未完全冷凝回收之溶剂，并将吸收在活性碳脱附冷凝，因此相较于石油系乾洗作业，挥发性有机物污染问题并不严重。

## 溶劑
歷史上曾以煤油、汽油、松節油等碳氫化合物作為溶劑，但由於這些碳氫化合物的可燃性，曾導致火災甚至爆炸，因此在第一次世界大戰後陸續以有機氯化合物（包括四氯乙烯、三氯乙烯）取代。
目前主流乾汽機採用四氯乙烯。由於四氯乙烯是致癌物，西方國家正研究以其他溶劑取代，包括碳氫化合物如埃克森美孚開發的DF-2000、雪佛龍菲利普斯化工開發的EcoSolv及Pure Dry、超臨界二氧化碳（由於其極性不足而會加入異丙醇）、十甲基環五硅氧烷等。

## 資料來源
1. ↑  . 行政院環境保護署.   [2012-10-26]. （原始内容存档于2013-10-19）. （页面存档备份，存于）